# Hamilton Fish
Hamilton Fish (ur. 3 sierpnia 1808 w Nowym Jorku, zm. 7 września 1893 w hrabstwie Putnam) – amerykański polityk.

## Życiorys
Urodził się 3 sierpnia 1808 roku w Nowym Jorku. Ukończył Columbia College w 1827 roku, następnie podjął studia prawnicze, a po przyjęciu do palestry rozpoczął prywatną praktykę w Nowym Jorku. W 1843 roku został wybrany do Izby Reprezentantów z ramienia Partii Wigów i pełnił tę funkcję przez dwa lata. Gdy nie uzyskał reelekcji, powrócił do praktykowania prawa. W 1848 roku został wicegubernatorem Nowego Jorku, a rok później – gubernatorem i pozostał nim do 1850 roku. W tym samym czasie wygrał wybory do Senatu, w którym zasiadał przez sześć lat. Nie ubiegał się o reelekcję, natomiast w 1854 roku został dożywotnim przewodniczącym Towarzystwa Cyncynatów. W czasie wojny secesyjnej został mianowany przez prezydenta Abrahama Lincolna na jednego z członków komisji do spraw zwolnienia i wymiany jeńców wojennych na Południu. W latach 1867–1869 pełnił funkcję dyrektora New-York Historical Society. W 1869 roku Ulysses Grant mianował go sekretarzem stanu. W czasie jego urzędowania negocjował traktat waszyngtoński. Po zakończeniu kadencji prezydenta, Fish powrócił do praktykowania prawa w Nowym Jorku. Zmarł 7 września 1893 roku na terenie hrabstwa Putnam.
Jego żoną była Julia Kean, z którą miał ośmioro dzieci, m.in. Hamiltona II.